# Tango Umbrella
Tango Umbrella es el cuarto álbum de estudio de la banda americana de metal industrial American Head Charge.

## Información del álbum
Este es el último álbum de larga duración en 11 años desde The Feeding (sin contar su EP de 2013 "Shoot"), la banda describió esto como: "dar a luz, muy doloroso, fue un trabajo duro. Hubo muchos altibajos, fue todo muy emotivo". La banda también describió el álbum como: "Realmente siento que es el primer disco que lanzamos como banda. Nos tomó mucho tiempo grabar este disco, tenemos todas estas ideas en nuestras cabezas y ponerlas juntas y trabajar no fue una tarea fácil debido a circunstancias personales pero hay mucho crecimiento en términos de escritura de canciones, grabando los temas. Estamos bastante orgullosos de este nuevo disco porque suena exactamente como queríamos sonar, a la vieja escuela." Del disco se extrajeron dos sencillos: "Let All The World Believe" y "Perfectionist".

### Arte del disco
La portada muestra en la parte superior el logo de la banda que usan desde su EP "Shoot", el dibujo muestra un avión ardiendo en llamas visto de revés al igual que el título del álbum que se observa en la parte inferior. En la contratapa se ve el mismo avión y la lista de temas separados en "lado uno" y "lado dos", como si fuera un disco de vinilo. En la parte interior se observa una foto de los integrantes con vestimenta como si fueran pilotos.

## Lista de canciones
1. "Let All the World Believe" 4:23
2. "Drowning Under Everything" 4:24
3. "Perfectionist" 4:53
4. "Sacred" 4:54
5. "I Will Have My Day" 3:27
6. "A King Among Men" 4:32
7. "Suffer Elegantly" 4:34
8. "Antidote" 4:05
9. "Prolific Catastrophe" 4:39
10. "Down and Depraved" 5:05
11. "When the Time Is Never Right" 7:04

## Personal
Cameron Heacock – vocalista
Chad Hanks – bajo
Justin Fowler – teclados
Karma Cheema – guitarra
Ted Hallows – guitarra
Chris Emery – batería